# Тумба (језеро)
Тумба је језеро у западном делу Демократске Републике Конго, 100 km североисточно од града Бандундуа, у провинцији Екватор. Обухвата 765 km². Највећа дубина му је 8 m. Припада сливу реке Конго.
Открио га је 1883. енглески истраживач Хенри Мортон Стенли.